# قلعه سالار محتشم
کاخ سالار محتشم مربوط به دوره قاجار است و در  شهر خمین، درون بافت قدیمی شهر،‌ در بلوار منتظری شمالی، کوچه حکمت قرار گرفته‌است. این اثر در تاریخ ۲۵ خرداد ۱۳۸۱ با شماره‌ی ثبت ۵۸۰۴ به‌عنوان یکی از آثار ملی ایران به ثبت رسیده است.